# Coca-Cola

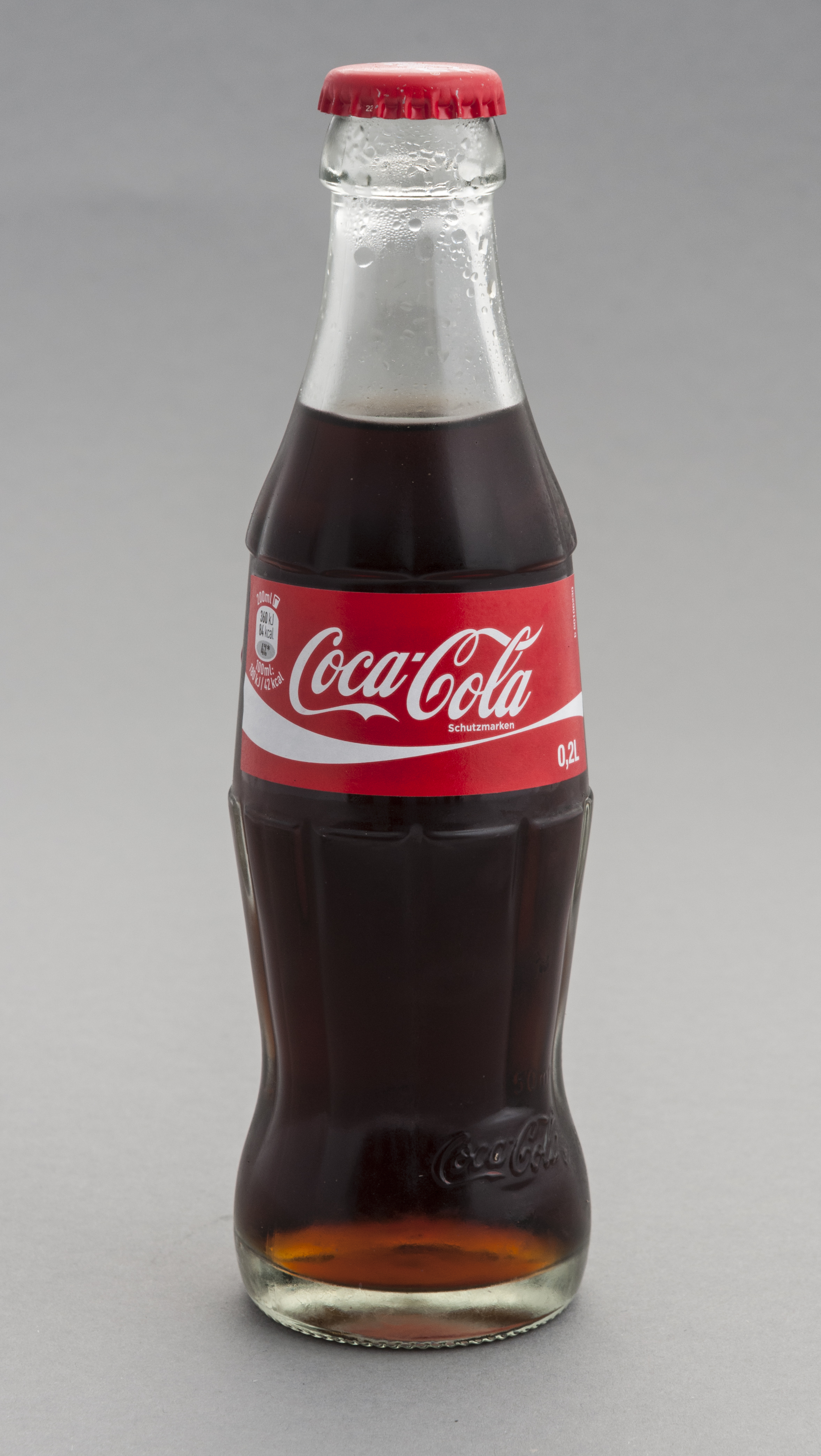
Coca-Cola

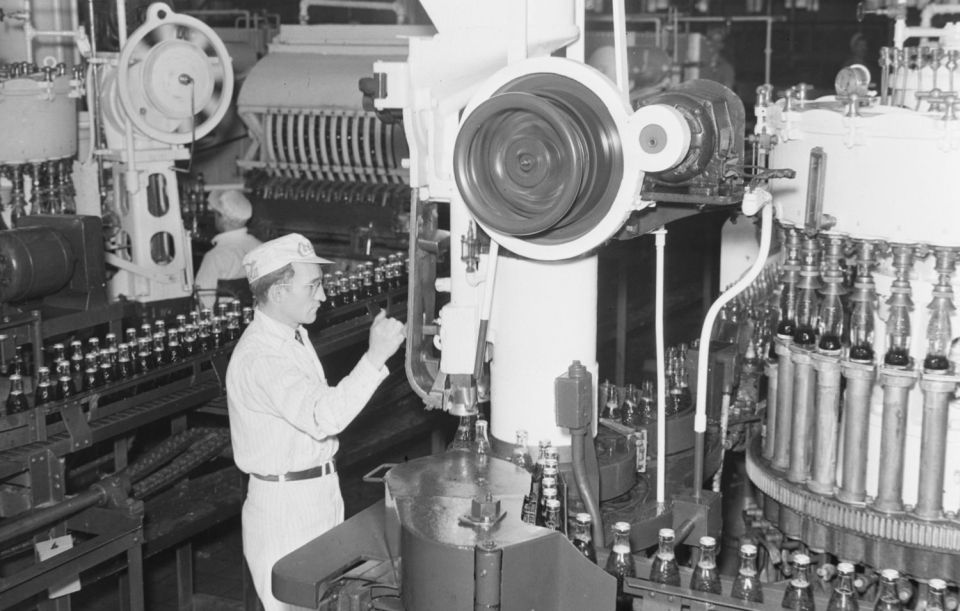
Coca-Cola fabrica de îmbuteliere. 08 ianuarie 1941, Montréal, Canada.

Coca-Cola este o băutură răcoritoare, carbogazoasă, produsă de The Coca-Cola Company, cu sediul în Atlanta, Georgia. Este vândută în magazine, restaurante și aparate în peste 200 de țări. Pe continentul american este denumită simplu, Coke (o marcă a The Coca-Cola Company în Statele Unite ale Americii din 27 martie, 1944) sau (în Europa și America) cola sau popular Coca-Cola a fost inventată la sfârșitul secolului al XIX-lea (1886) de John Pemberton, un farmacist din Atlanta. Inițial a fost brevetată ca medicament. Mai târziu, licența a fost cumpărată de omul de afaceri, Asa Griggs Candler. Tacticile de marketing folosite de acesta au condus produsul spre dominarea pieței băuturilor răcoritoare în secolul al XX-lea.
Aroma distinctivă de „cola” provine în principal din amestecul de zahăr, ulei de portocală, ulei de lămâie și vanilie, restul ingredientelor având doar contribuții minore. Firma producătoare, Coca-Cola Corporation, este cel mai mare consumator de extract natural de vanilie din lume.
Compania produce concentrat, care este apoi vândut la diverși îmbuteliatori de Coca-Cola licențiați, din întreaga lume. Îmbuteliatorii, care dețin contracte teritoriale exclusive cu societatea, fabrică produsul finit în cutii și sticle, din concentrat în combinație cu apă filtrată și îndulcitori. Îmbuteliatorii apoi vând, distribuie și comercializează Coca Cola în cutii și sticle în magazinele de vânzare cu amănuntul și prin mașinile automate de vânzare. Coca-Cola Company vinde de asemenea concentrat pentru vânzări la dozator, către marile restaurante și distribuitorii de servicii alimentare.
Coca-Cola Company a introdus și prezentat ocazional și alte băuturi de tip cola sub numele brandului Coke. Cea mai comună dintre acestea este Diet Coke. Cu toate acestea, există și altele, inclusiv Diet Coke Caffeine-Free, Cherry Coke, Coca-Cola Zero, Vanilla Coke și edițiile speciale cu lămâie și chiar cu cafea.
În toate țările în care este prezentă, compania funcționează în cadrul unui „Sistem Coca-Cola”. Acesta este format, pe de o parte, din The Coca-Cola Company, iar, pe de altă parte, din mai mulți îmbuteliatori care au exclusivitate pe o anumită arie geografică în privința îmbutelierii și distribuției produselor finale.
În România, Sistemul este reprezentat de Coca-Cola România (filială a The Coca-Cola Company) și Coca-Cola HBC România, care asigură îmbutelierea, distribuția, vânzarea și marketing-ul operațional pentru produsele Coca-Cola. Coca-Cola HBC România este membră a Grupului Coca-Cola Hellenic, unul dintre cei mai mari îmbuteliatori la nivel global din cadrul Sistemului.
În Republica Moldova, Sistemul este reprezentat de Coca-Cola Îmbuteliere Chișinău, care asigură importarea, distribuția și vânzarea pentru produsele Coca-Cola, producerea și îmbutelierea fiind realizate de fabricile din România și Ucraina, după închiderea fabricii din Chișinău în anul 2014.
Coca-Cola a lansat, exclusiv în România, Coca-Cola Specialty. Cu o combinație de arome de fructe și extracte de plante: caise și pin, mure și ienupăr, mere și soc. Cele trei băuturi au ambalaj de colecție, prin readucerea pe piață a sticlei folosite pentru îmbuteliere acum mai bine de un secol, la începutul anilor 1900.

## Istorie

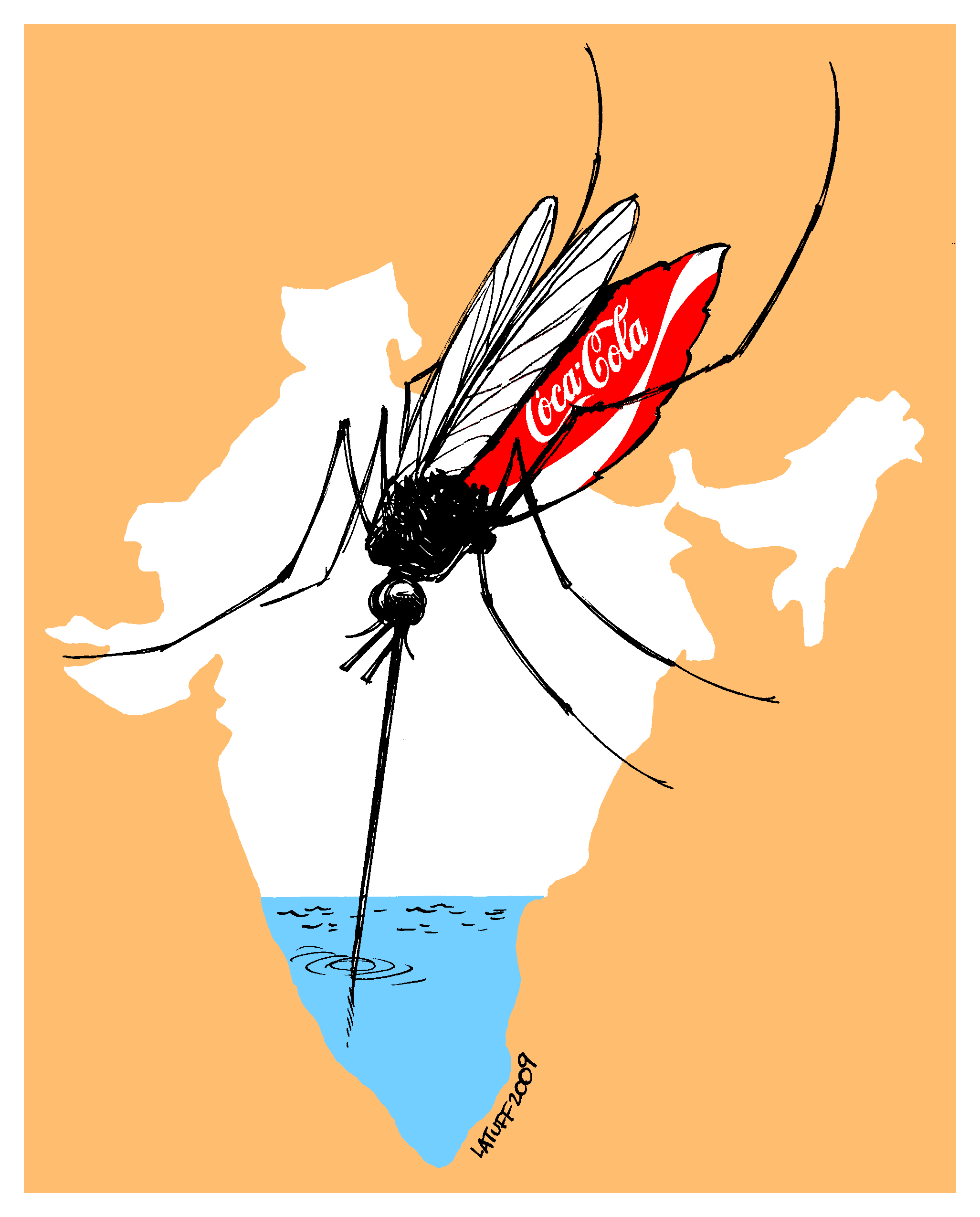
Caricatură în care este reprezentată poluarea apelor Indiei de către compania Coca-Cola

Prima rețetă Coca-Cola a fost inventată în Columbus, Georgia, de către John Stith Pemberton, inițial ca un cocawine numit Pemberton's French Wine Coca în 1885. El se poate să fi fost inspirat de succesul formidabil al cocawine-ului creat de europeanul Angelo Mariani, vinul Mariani.
Primele vânzări au fost la Jacob's Farmacy din Atlanta, Georgia, pe 8 mai 1886. A fost vândută inițial ca un medicament brevetat pentru cinci cenți. Pemberton a susținut că băutura Coca-Cola a vindecat multe boli, inclusiv dependența de morfină, dispepsia, neurastenia, durerile de cap și impotența. Pemberton a publicat prima reclamă pentru băutură pe 29 mai a aceluiași an, în Atlanta Journal. În primele opt luni doar nouă băuturi au fost vândute zilnic.
În 1888 au existat pe piață trei versiuni de Coca-Cola vândute separat de trei firme. Astfel, Griggs Candler a preluat compania lui Pemberton în 1887 și a încorporat-o în 1888 în Coca Cola company. În același an, din cauza dependenței de morfină, Pemberton își vinde drepturile a doua oară altor patru afaceriști: J.C. Mayfield, A.O. Murphey, C.O. Mullahy și E.H. Bloodworth. În același timp, fiul alcoolic al lui Pemberton, Charley Pemberton a început să vândă propria versiune a produsului.
Coca-Cola a fost vândută în sticle, pentru prima dată pe 12 martie 1894. Cutiile de Coke au apărut pentru prima dată în 1955. Prima îmbuteliere de Coca-Cola a avut loc în Vicksburg, Mississippi, la Biedenharn Candy Company în 1891. Proprietarul acesteia era Joseph A. Biedenharn. Sticlele originale au fost sticlele Biedenharn, foarte diferite de modelul „hobble-skirt” de mai târziu, care este acum atât de familiar.
Începând cu 1989, când a început să fie promovată și în România, campaniile Coca-Cola au fost:
- 1989 - You can't beat the real thing
- 1993 - Întotdeauna Coca-Cola
- 2000 - Savurează
- 2001 - Viața are gust
- 2002 - Make it real
- 2006-2009 - Sete de viață
- 2009-2016 - Deschide și savurează fericirea
- 2016 - Taste the feeling
- 2021 - Adevărata magie